# Воронезько-Ворошиловградська операція (1942)
Воро́незько-Ворошиловгра́дська опера́ція — масштабна битва СРСР і країн нацистського блоку на південному напрямку німецько-радянської війни у червні-липні 1942 року. З німецької сторони — частина операції «Блау».
Оборонна операція радянських військ Брянського, Воронезького (з 7 липня) Південно-Західного (до 12 липня) і Південного фронтів проводилася в період з 28 червня по 24 липня з метою відбиття наступу противника на воронезькому і ворошиловградському напрямках. Наприкінці червня 1942 року радянські війська після травневих і червневих боїв оборонялися на Брянському фронті (3-тя, 48-ма, 13-та і 40-ва армії, 2-га повітряна армія генерал-лейтенанта Голікова П. І.) — у 350-км смузі від Бєльова до верхів'їв р. Сейм, на Південно-Західному фронті (21-ша, 28-ма, 38-ма, 9-та і 57-ма армії, 8-ма повітряна армія маршала Радянського Союзу Тимошенко С. К.) — у 300 км смузі від верхів'їв Сейму до Красного Лиману (південно-східніше Ізюма), на Південному фронті (37-ма, 12-та, 18-та, 56-та і 24-та армії, 4-та повітряна армія генерал-лейтенанта Малиновський Р. Я.) — у 250-км смузі від Красного Лиману до Таганрозької затоки (східніше Таганрога). До початку наступу противника радянські війська не встигли поповнити зазнані в попередніх боях втрати, закріпитися на зайнятих рубежах і створити міцну оборону.
Операція складалася з 2-х частин:
- оборонна операція Брянського та Південно-Західного фронтів у воронезькому напрямку (28 червня — 6 липня 1942);
- оборонна операція військ Південно-Західного та Південного фронтів на великому згині Дону та в Донбасі 7-24 липня 1942;

## Початок операції

### Оборонна операція Брянського та Південно-Західного фронтів в воронезькому напрямку (28 червня— 6 липня 1942)
28 червня 1942 року розпочалася Воронезько-Ворошиловградська оборонна операція військ Брянського, Воронезького, Південно-Західного і Південного фронтів з метою відбиття атак нацистських військ (групи армій «Вейхс» та 6-ї армії — 97 дивізій: 900 тис. осіб, 1,2 тис. танків та артилерії, 1640 бойових літаків), які перейшли в генеральний наступ (операція «Блау»). До складу військ, що наступали входили 4-та танкова армія Гота, 2-га угорська армія генерала Густава Яні. Радянські війська, які мали таку ж кількість людей та танків, поступалися противнику в артилерії та авіації, розгорнули запеклі оборонні бої на лівому крилі Брянського фронту, прагнучи не допустити виходу противника до Волги і на Кавказ.
Головний удар по силам Червоної армії був нанесений по лівофланговій 15-й стрілецькій дивізії 13-ї армії, 60-й та 121-й стрілецьким дивізіям 40-ї армії. На фронті 45 км у першому ешелоні наступали 2 танкові, 3 піхотні та 2 моторизовані дивізії, що йшли спільно з XXIV-й моторизованим й XLVIII-й танковим корпусами. З повітря атакували найдосвідченіший в справах взаємодії з наземними військами VIII-й авіакорпус Вольфрама фон Ріхтгофена. До кінця дня XLVIII корпусу вдалося прорвати радянську оборону між 13-ю та 40-ю арміями, й просунутися на 8—15 км на схід та вийти до кінця дня на рубіж Гремяча, р. Тім.
Ставка ВГК 28 червня для посилення Воронезького фронту направила 4-й та 24-й танкові корпуси із складу Південно-Західного фронту та 17-й танковий корпус з резерву Ставки. В районі Воронежа на посилення фронту передавалися чотири винищувальних та три штурмових авіаційні полки. Командувач Брянським фронтом вирішив стримати німецький наступ на рубежі річки Кшень і дав вказівки для перекинення на ділянці прориву 16-го танкового корпуса, одночасно він наказав зосередити 17-й танковий корпус Фекленка в районі Касторного, а 4-й Мішуліна та 24-й танкові корпуса Баданова в районі Старого Оскола та силами цих двох корпусів підготувати контрудари в північно-західному та північному напрямках, на посилення 40-ї армії передавалися з резерву фронту 115-та та 116-та стрілецькі бригади.
Протягом 29 червня лівофлангові формування радянські 13-ї армії вели вперті бої та стримували наступ на залізничній лінії Лівни — Мармижі, а сили правого флангу 40-ї армії — на річці Кшень. В районі Ракова 24-й танковій дивізії Гейма вдалося прорвати другу лінію оборони 40-ї армії та продовжити наступ в напрямку Горшечного. Поява групи німецьких танків біля розташування штабу 40-ї армії під Горшечним викликала дезорганізацію керівництва, командувач армією генерал-лейтенант Парсегов зі штабом, полишивши частину документів, переїхали на південний схід від Касторного. Незабаром генерал Парсегов був переведений на Далекий Схід.
За 2 дні наступу 4-й танковій армії Г. Гота вдалося прорвати оборону військ Брянського фронту між 13-ю та 40-ю арміями й просунутися на глибину до 35-45 км. Цей прорив ускладнив становище на лівому крилі Брянського фронту, однак в райони Волова, Касторного й Старого Оскола висувалися чотири радянських танкових корпуси. Проте, зосередження 4-го й 24-го корпусів відбувався повільно, а у 17-го танкового корпусу, що перевозився залізницею, відстали тили й частини залишилися без палива. Командувач Брянським фронтом Ф. Голіков в умовах глибокого прориву на воронезькому напрямку вирішив відвести війська 40-ї армії на рубіж р. Кшень — Бистрець — Архангельське. Однак Сталін з цим не погодився, і вказав Голікову, що просте відведення військ 40-ї армії на непідготовлений рубіж може перетворитися на безладну втечу.
Для організації першого великого контрудару у відповідь з часу наступу на воронезькому напрямку нових німецьких танкових частин радянська Ставка делегувала Василевського О. М.. З метою розбиття частин XLVIII-го танкового корпуса Вайеля, які пробилися в напрямку Горшечного, умисне створилася оперативна група під командуванням начальника бронетанкових та механізованих військ Червоної армії генерал-лейтенанта танкових військ Федоренка. У цю групу увійшли 4-й, 24-й та 17-й танкові корпуси. Їх метою ставилося — 24-му й 4-му танковим корпусам завдати удари у відповідь з району Старого Осколу на північ, а 17-ту танковому з району Касторного в південному скеруванні. Одночасно (згідно з думкою керуючого фронтом) готувалися удари у відповідь 1-м танковим корпусом Катукова з району Лівни на південь вздовж залізниці Лівни — Мармижі та 16-м танковим корпусом Павелкіна з району Волово на південь вздовж східного берега р. Кшень.
Корпуси вступали в бій не одночасно — 4-й танковий корпус 30 червня, 24-й танковий корпус та 17-й — 2 липня. Панування в повітрі авіації фон Ріхтгоффена не давала можливості по-справжньому оцінити радянським військам сили суперника. Насправді проти 4-го, 16-го, 17-го та 24-го танкових корпусів були 3 танкові — 9-та, 11-та та 24-та, та 3 моторизовані — «Велика Німеччина», 16-та та 3-тя дивізії. Тобто проти 5 — разом із корпусом Катукова, який бився з піхотою LV-го корпусу — радянських самостійних танкових з'єднань противник виставив 6 дивізій. При цьому слабкий в артилерійському відношенні 17-й корпус Фекленка був змушений атакувати елітну «Велику Німеччину», САУ StuG III якої могли легко розстрілювати радянські танки з своїх 75-мм гармат. В літній кампанії-1942 під Воронежем відбулося випробування нової німецької бронетехніки.
Остаточно розвіялися наміри радянського командування організувати контрудар групою Федоренка, коли почався наступ 6-ї армії Паулюса на правому крилі Південно-Західного фронту. Перейшовши в наступ 30 червня з району Вовчанська, 6-та армія прорвала радянську оборону між 21-ю і 28-ю арміями. Розвиваючи наступ в напрямку на північний схід, VIII армійський та ХХХХ-й моторизований корпуси до вечора 2 липня вийшли на рубіж Скородне — Чернянка — р. Оскіл. До кінця дня 2 липня обстановка на воронезькому напрямку різко погіршилася, війська лівого крила 40-ї армії в складі трьох дивізій та двох бригад опинилися в оточенні. В напрямку Воронежа з резерву Ставки ВГК направлено 18-й танковий корпус Корчагіна, одночасно було вирішено для контрудару використати 5-ту танкову армію Лизюкова, перегрупувавши її з району Єфремова (Тульська область) в напрямку південніше Єльця для удару по флангу й тилу німецьких сил, наступаючих на Воронеж. На посилення 5-ї танкової армії Ставка ВГК направляла додатково з Калінінського фронту 7-й танковий корпус Ротмістрова.
2 липня, розвиваючи наступ на північний схід, німецькі війська до кінця дня прорвали оборону радянських військ в глиб до 80 км та просунулись до Волконівки Воронезької області. Частина сил 40-ї та 21-ї радянських армій потрапили в оточення. Створилася загроза виходу ворога до Дону і захоплення ним Воронежа.
З ранку 3 липня німецькі сили продовжували розвивати наступ, армійська група «Вейхс» головний удар спрямовувала з району Касторне — Горшечне на Воронеж, висуваючи частину своїх сил на лінію Лівни — Тербуни. 6-та німецька армія силами ХХХХ-го моторизованого корпусу розвивала наступ з району Нового Осколу та Волоконівки в північно-східному напрямку.
Лівофланговий XXIX-й армійський корпус 6-ї німецької армії рухався основними силами від Скородного на Старий Оскіл, в околицях якого відбулося поєднання з частинами 2-ї угорської армії, цим самим замкнулося кільце навколо шести лівофлангових дивізій 40-ї армії та правого крила 21-ї армії.
Сили двох радянських армій, потрапивши в оточення, були змушені прориватися окремими підрозділами та частинами, при поганому постачанні боєприпасів, відсутності єдиного командування збройних сил та спорадичному керівництві командувачів арміями. Утворилися два основних котли, які були невдовзі знищені, на північ від Харкова та у Ростовській області.
Угорські війська, разом з 4-ю танковою армією, почали наступ на Воронеж і вже 4 липня почалися бої на підступах до Воронежа, а 5 липня 24-та танкова дивізія XXXXVIII-го танкового корпуса армії Гота, форсувавши річку Дон, увірвалася в західну частину Воронежа. Північніше 24-та радянська армія форсувала Дон і утворила 2 плацдарми дивізія «Велика Німеччина».
Прорив в глибину був настільки потужним, що вже 7 липня було захоплено правий берег Воронежа, завдання першої фази німецькими силами було виконано. Вже 5 липня Вейхсу було наказано вивільнювати рухомі з'єднання 4-ї танкової армії в районі Воронежа та перекидати їх на південь.

### Контрудар радянської 5-ї армії
Перед тим, як потужності 4-ї танкової армії Гота згідно з планом «Блау» рушили на південь вздовж лівого берегу Дону, було проведено контрудар радянських військ силами 5-ї танкової армії. 5-та танкова армія, що йшла в район Воронежа, була одним з двох з'єднань (3-ї та 5-ї), які формувалися згідно з директивою Ставки ВГК від 25 травня 1942. Командувачем 3-ї танкової армії був призначений генерал-лейтенант Романенко, а 5-ю танковою армією — генерал-майор Лизюков. До складу 5-ї танкової ввійшли 2-й та 11-й танкові корпуси, 19-та окрема танкова бригада, 340-ва стрілецька дивізія, один полк 76-мм гармат, гвардійський мінометний полк установок РС М-8 та М-13. В складі німецького була наявна важка артилерія від 100-мм гармат до 210-мм мортир.
Увечері 3 липня з'єднання 5-ї танкової армії закінчували зосередження на північ від Єльця. Вночі на 4 липня командувач армії Лизюков отримав з Москви директиву, отримавши наказ на проведення удару в напрямку Землянськ — Хохол — за 35 км на південний захід від Воронежа для захоплення комунікацій танкового угрупування противника, що прорвалося до річки Дон на Воронеж, та діями в тилу зірвати переправу через Дон. З огляду на поспіх, армія Лизюкова вступила у бій окремими частинами. Першими 6 липня був введений у бій 7-й танковий корпус, згодом 8 липня 11-й танковий корпус, та 10 липня 2-й танковий корпус, корпуси вступали в бій без попередньої розвідки та не проводячи повного роззосередження, вгрузаючи у болотистому річищі Сухої Верейки.
Контрудар радянської 5-ї танкової армії будувався на першопочатково невірному судженні про те, що наступаючі німецькі танкові корпуси будуть рухатися далі через Дон і Воронеж на схід. Відповідно, замість характерного для наступу розтягуючого фланги руху вперед, німецькі частини зупинилися перед Доном на плацдармі біля Воронежа і зайняли оборонну позицію. Більше сотні озброєних 60-мм гарматами танків 11-ї танкової дивізії були серйозним супротивником для наступаючих радянських танкових бригад і корпусів, в цих обставинах танкова армія Лизюкова почала максимально затримувати зміну німецьких танкових з'єднань на піхотні.
З метою вивільнити 4-ту танкову армію німецьке командування направило під Воронеж XXIX армійський корпус 6-ї армії, при цьому ослабивши наступальні можливості армії Паулюса проти військ Південно-Західного фронту, зміна постійно атакованих дивізій відбувалася з великими складностями, зокрема 11-та танкова дивізія на 340-ву піхотну, що не була раніше в боях (утворена внаслідок «перманентної мобілізації»).
Станом на 5 липня на воронезькому напрямку противнику вдалося прорвати оборону радянських військ, заглибитися на 150—170 км, вийти на р. Дон у районі Воронежа і південніше й обійти правий фланг військ Південно-Західного фронту.
6 липня гітлерівці захопили плацдарм на лівому березі Дону й значну частину Воронежа. Подальше їх просування зупинили організованим опором радянські війська терміново створеного Воронезького фронту (60, 40, 6-та загальновійськові та 2-га повітряна армії) під командуванням М.Ватутіна. Тим самим був зірваний намір ворога оточити частину з'єднань Брянського фронту на Воронезькому напрямі, а потім і Південно-Західний фронт, проти якого діяли 6-та і 1-ша танкова армії.

### Організаційні висновки
Для покращення керування військами, що діяли у воронезькому напрямку, рішенням Ставки ВГК 7 липня був утворений Воронезький фронт, до складу якого включені 60-та (колишня 3-тя резервна армія), 40-а та 6-та (колишня 6-та резервна армія), 17-й, 18-й та 24-й танкові корпуси. Командувачем фронтом був призначений генерал-лейтенант Ватутін, членом Військової ради — корпусний комісар Сусайков, начальником штабу генерал-майор Казаков. Голіков був понижений в посаді і призначений заступником командувача Воронезьким фронтом. На новостворений фронт покладалося завдання прикриття напрямків на Тамбов і Борисоглєбськ. На військах Брянського фронту, що складався з 3-ї, 48-ї, 13-ї та 5-ї танкових армій, покладалася відповідальність по прикриттю південних підступів до Москви. Командувачем цим фронтом у середині липня був призначений генерал-лейтенант Рокоссовський, членом Військової ради — полковий комісар Шалін, начальником штабу генерал-майор Малінін. Бої під Воронежем були рясними на кадрові перестановки серед вищого командування. За невдачу в організації контрудару силами 23-го танкового корпусу командувач 28-ю армією Рябишев був знятий з посади, на це місце призначений командир 3-го гвардійського кавалерійського корпусу Крючонкін.
Організаційні зміни відбулися і в керівництві німецькими військами в південній частині радянсько-німецького фронту. Згідно з попереднім планом 7 липня 1942 року група армій «Південь» була розділена на групи армій «A» і «B». Групу армій «B», що мала у своєму складі 4-ту танкову (Гот), 6-ту (Паулюс) та 2-гу (Вейхс), 8-му італійську (Гарібольді) та 2-гу угорську (Яні), очолив Федор фон Бок.
Для групи армій «А» з весни 1942 готувався штаб під керівництвом генерал-фельдмаршала Вільгельма Ліста, в підпорядкування групи армій «А» передавалися 1-ша танкова армія (Клейст) та армійська група «Руофф» — 17-та армія та 3-тя румунська.

## Завершальна частина
Ще 6 липня Ставка ВГК наказала відвести Південно-Західного та правого крила Південного фронтів на схід. Це переміщення було продиктоване глибоким охопленням військами противника правого крила Південно-Західного фронту та зосередженням сильного угрупування в Донбасі проти правого крила Південного фронту. Відхід радянських військ на даний рубіж розпочався в ніч на 7 липня. В той же час Ставка ВГК почала зосередження свіжих сил з метою посилення оборони на підступах до Сталінграда та Кавказу.
7 липня за наказом Ставки ВГК війська Південно-Західного і правого крила Південних фронтів почали відхід на схід на рубіж Нова Калитва, Чупринин, Нова Астрахань Воронезької області та Попасна Ворошиловградської області. Почалася Донбаська оборонна операція військ Південного (56-та, 18-та, 24-та, 12-та армії, 4-та повітряна армія) і лівого крила Південно-Західного (37-ма, 9-та, 38-ма, 28-ма, 57-ма армії, 8-ма повітряна армія) фронтів. Війська противника: група армій «B» (2-га і 6-та німецькі польові і 4-та танкова армії, 2-га угорська армія) і група армій «A» (німецькі 1-ша танкова і 17-та польові армії, 8-ма італійська армія).
На лівому березі середньої течії Дону від Павловська до Вешенської була розгорнута 63-тя армія (колишня 5-та резервна); під Сталінград на доповнення до 7-ї резервної армії, що там формувалася, перекидалася з району Сталіногорська 1-ша резервна армія. Командувачу Північно-Кавказьким фронтом було наказано розвернути 51-шу армію по південному березі Дону від станиці Верхньо-Курмоярської до Азова та підготувати цей рубіж до оборони.
Німецьке командування продовжило виконання визначеного плану та розгорнуло наступ з метою оточення та знищення основних сил Південно-Західного фронту; виконання цієї задачі проводилося шляхом нанесення двох ударів — один з району південніше Воронежа силами 4-ї танкової та 6-ї армій групи «B» та другого — з району Слов'янськ-Артемівськ силами 1-ї танкової армії групи армій «А» в загальному напрямі на Міллерово.
Незважаючи на отриманий наказ про відхід радянських військ та затримку танкової армії Гота контрударами під Воронежем, повністю уникнути удару німецького контрнаступу військам Південно-Західного фронту не вдалося. В той час, коли армію Гота радянські війська стримували, ХХХХ-й танковий корпус 6-ї армії Паулюса не мав сильного стримуючого супротивника. На той час до складу ХХХХ-го танкового корпусу входили 3-тя і 23-тя танкові дивізії, 29-та моторизована, 100-та єгерська та 336-та піхотна дивізії. ХХХХ корпус вдарив по правому крилу Південно-Західного фронту, що перейшло до оборони на південному березі річки Чорна Калитва від Нової Калитви до Чупринина. 9-та гвардійська, 199-та та 304-та стрілецькі дивізії, що відійшли на цей рубіж, не встигли зорганізувати надійну оборону і були відкинуті в ході німецького контрнаступу.
Гітлерівські війська розширили на воронезькому напрямку прорив до 300 км і глибоко охопили з півночі війська Південно-Західного фронту, намагаючись їх оточити.
Після запеклих боїв радянські війська залишили районні центри Лиман (місто) та Яма Сталінської області.
8 липня під час запеклих боїв радянські війська залишили районні центри Нижню Дуванку, Покровське, Троїцьке Ворошиловградської області, Борову Харківської області.
9 липня група армій «Південь» була розділена на дві групи армій — «А» і «В». Фельдмаршалу фон Боку було доручене очолити групу армій «В» (2 А, 6 А, 4 ТА та 2-га угорська армія). Наступними днями головні сили його групи армій втягнулися в битву за Воронеж, тоді як Гітлер вимагав від фон Бока основні зусилля зосередити на Сталінградському напрямку. Але фельдмаршал проігнорував наказ фюрера, вважаючи, що спочатку потрібно забезпечити свої фланги і лише після цього почати наступ на Сталінград. Більш того, він піддав критиці план Гітлера, згідно з яким фланги його ударного угрупування під час наступу повинні були прикривати ненадійні, на думку фон Бока, війська союзників (румуни, угорці, італійці).
Того ж дня, після запеклих боїв радянські війська залишили районні центри Лозно-Олександрівку, Марківку, Сватове Ворошиловградської області.
10 липня під час важких кровопролитних боїв радянські війська залишили районні центри Білокуракине, Білолуцьк, Кантеміровку, Кремінну, Лисичанськ, Містки, Нову Астрахань, Новопсков Ворошиловградської області.
7 липня, в розпалі боїв під Воронежем, ХХХХ-й танковий та VIII-й армійський корпуси армії Паулюса форсували річку Чорна Калитва та, розвиваючи наступ на південний схід, 11 липня вийшли в район Кантемирівки. Передові з'єднання 4-ї німецької танкової армії, виведені 9 липня з боїв в районі Воронежа, просувались вздовж берега Дону на південь за ударним угрупуванням 6-ї німецької армії. На кінець 11 липня вони досягли району Россоші. Основні сили Південно-Західного фронту, охоплені супротивником з північного сходу та сходу й атаковані з фронту, були змушені вести важкі бої південніше та на південний захід від Кантемирівки без сполучення зі штабом фронту.
11 липня війська правого крила і центра Південного фронту відійшли на рубіж Старобільськ — Ворошиловськ — Красний Луч Ворошиловградської області, гітлерівці захопили районний центр Мілове.
12 липня радянські війська залишили районні центри Новоайдар, Слов'яносербськ, Старобільськ.
У зв'язку з тим, що штаб Південно-Західного фронту, що з 7 липня перебував в місті Калач за 180 км на південний схід від Воронежа, і фактично став відірваним від військ фронту, його 57-ма, 28-ма, 38-ма та 9-та армії передаються в склад Південного фронту Малиновського, де було відносно спокійно. Сили правого крила і центру фронту з 7 по 11 липня відходять під прикриттям на рубіж Таганрога.
Німецьке керівництво готувало операцію за схемою висадки в Керчі і Феодосії у грудні 1941 року. 11 липня Гітлером була підписана Директива ОКВ № 43, якою планувалося захопити морським десантом Анапу і Новоросійськ, Чорноморський флот мав бути нейтралізований силами Люфтваффе. Наступними діями мали бути — проходження по північних схилах Кавказьких гір десантованих військ до нафтових родовищ Майкопа, а берегом Чорного моря — до Туапсе.
Між правим флангом Південного фронту і лівим флангом Південно-Західного була проріха шириною в кілька десятків кілометрів. Туди відразу ж рушили сполучення супротивника. З метою відрізати шляхи відходу на схід усьому угрупуванню радянських військ, діючих в Донбасі, потенціювалися зусилля 1-ї та 4-ї німецьких танкових армій. В склад 4-ї танкової армії Гота з 13 липня передавався з 6-ї армії Паулюса наступаючий на Міллерово ХХХХ-й танковий корпус. На час проведення операції проти донбаського угруповання радянських військ обидві танкові армії перепідпорядковуються складу групи армій «А».
13 липня сили Червоної армії полишили районні центри Біловодськ, Верхньотепле, Євсуг і Комунарськ Ворошиловградської області.
14 липня контрударом двох танкових корпусів і двох стрілецьких дивізій Південно-Західного фронту було зупинене просування противника на схід за 35 км східніше Вовчанська, однак радянські війська залишили районний центр Іванівку Ворошиловградської області.
В той час, як ХХХХ-й танковий корпус відрізав 9-й та 38-й арміям шлях на схід, ІІІ танковий корпус фон Макензена 1-ї танкової армії вклинився між 9-ю армією тоді ще Південно-Західного фронту та 37-ю армією Південного фронту. Біля хутора Водяний 15 липня німецька 14-та танкова дивізія ІІІ танкового корпусу сполучилася з наступаючими їй назустріч з'єднаннями ХХХХ танкового корпусу, кільце оточення навколо військ 9-ї, 38-ї та частини сил 24-ї армій замкнулося в районі Міллерово. Проте війська 9-ї та 38-ї армій з перемінним успіхом продовжували прориватися з оточення.
15 липня за наказом Ставки ВГК війська Південного фронту почали відхід на Дон, щоб уникнути оточення.
З'єднання 24-ї армії генерал-лейтенанта Смирнова, що просувалися з резерву Південного фронту в район Міллерово, були змушені відразу вступити в бій з частинами ХХХХ та ІІІ танкових корпусів, що утворили зовнішній фронт оточення в районі Міллерово. Ударами танкових дивізій 24-та танкова армія була відкинута на південь та південний схід. Ставка ВГК наказала командувачу Південного фронту Малиновському відвести війська фронту за Дон в його нижній течії. Південний фронт підпадає в царину відповідальності Будьонного, оборону Ставка доручила організувати у взаємодії з 51-ю армією Північно-Кавказького фронту. Малиновському доручалося організувати оборону по південному берегу Дону від Верхньо-Курмоярської до Батайська та далі по оборонному рубежі, підготовленому на північних підходах до Ростова-на-Дону. Відхід Південного фронту за Дон розпочався вночі на 16 липня на дільниці Роздорська — Ростов-на-Дону.
16 липня радянські війська залишили районний центр Станично-Луганське і Попасну.
Доки Південний фронт намагався врятувати хоча б частину відрізаних військ лівого крила Півдненно-Західного, останній 12 липня перейменований в Сталінградський. В його склад увійшли 21-ша армія із старого складу Південно-Західного фронту та 63-тя — колишня 5-та резервна, 62-га — колишня 7-ма резервна і 64-та — колишня 1-ша резервна. В склад 62-ї армії входили 33-тя гвардійська, 192, 147, 184, 196 й 181-ша стрілецькі дивізії. В склад 63-ї армії — 14-та гвардійська, 1, 153, 127 та 203-тя стрілецькі дивізії. В склад 64-ї — 131, 229, 29, 18, 214 та 112-та стрілецькі дивізії. Керування перейменованого фронту залишалося попереднім — командувач маршал Тимошенко, член Військради Хрущов, начальник штабу генерал-лейтенант Бодін. 17 липня в склад Сталінградського фронту включаються також армії, від яких позалишалися одні штаби: 28, 57 та 38-ма.
17 липня частинами німецьких 17-ї та 1-ї танкової армій було захоплено Луганськ, а також районні центри області Олександрівку, Успенку, чим було завершено опанування промислово важливими областями Донбасу.
Невдачі під Харковом, що щільно йшли одна за другою та відхід до Сталінграда, втрата дивізій в котлі під Міллерово, примусили ВГК змістити Тимошенка від керування Сталінградським фронтом, на його місце призначено генерал-лейтенанта Гордова, котрий до цього керував 21-ю армією.
Найбільш слабким виявився ростовський відтинок фронту, котрий займався 56-ю армією: в засобах оборонних армія володіла п"ятьма стрілецькими дивізіями, поріділими в попередніх боях, дві стрілецькі боигади та сім кулеметних батальйонів 70-о та 158-о укріплених районів. До цього злу роль відіграла і відсутність великих водотоків, що могли б стати опорними лініями; ще 16 липня 22-га танкова дивізія корпуса фон Макензена захопила біля Перебійного плацдарм на південному березі Дінця. Відступаючі радянські війська підривали за собою мости, але захоплення плацдарму дозволило наступаючим прокласти переправу способом понтонного мосту. І по цьому наплавному понтоні перебралися німецькі 14-та та 22-га дивізія, незважаючи на спроби 17-19 липня бронетанкової групи Південного фронту під орудою Штевнєва та 3-о гвардійського стрілецького корпусу генерал-майора Замерцева ліківдувати плацдарм.
18 липня під час запеклих боїв радянські війська залишили районні центри Боково-Антрацит, Новосвітлівку і Ровеньки Ворошиловградської області.
В середині липня Сталінградський фронт отримав своєрідну короткочасну передишку, через сповільнення наступу 6-ї армії Паулюса. Після вилучення ХХХХ танкового корпусу зі складу армії та передання в підпорядкування Готу, армія Паулюса суттєво втратила штурмову силу. Основні зусилля танковими арміями фон Клейста та Гота німецьке командування зосередило на довершенні розгрому частин Південного фронту, котрі відійшли за Дон. На подальшу перспективу Сталінградському фронту це не віщувало нічого хорошого — розбивши частини, що відійшли за Дон, дві німецькі танкові армії могли вдарити в напрямку Сталінграду.
Наступ 14-ї та 22-ї танкових дивізій з плацдарму біля Перебійного почався 19 липня; гітлерівські війська прорвали оборону військ Південного фронту на захід від Ростова-на-Дону, охопили місто півкільцем і розвили наступ до переправ через Дон.
В цей час у складі Південного фронту були повністю відсутні самостійні танкові одиниці — 24-й танковий корпус Баданова, котрий формувався весною 1942 в прифронтовій смузі Південного фронту, відбув під Воронеж, там на довший час і залишився — керівництво фронту могло спиратися лише на частини та з'єднання піхоти.
20 липня після запеклих кровопролитних боїв радянські війська залишили м. Краснодон.
Ходом у відповідь німецьке командування на напрямі зібрало практично всі танкові з'єднання, котрі були виділені для провадження літнього наступу, в цьому числі і переведена до Ростова моторизована 16-та дивізія та моторизована дивізія «Велика Німеччина».
Керівництво Південного фронту доручає оборону Ростовського укріпленого району 56-й армії генерал-майора Нікішева, решта дієздатних сил відводяться за Дон. При цьому поступає наказ 37-й армії генерал-майора Козлова прийняти оборонні рубежі на південному березі Дону від Констянтинівської до гирла річки Манич — для посилення вельми побитої 51-ї армії. 12-та армія генерал-майора Гречка переводилася на південь в околиці Маничської, 18-та ж армія генерал-лейтенанта Камкова до станиць Хомутовської та Кагальницької. У фронтовий запас під Батайськом переводять одну стрілецьку дивізію та дві стрілецькі бригади з 56-ї армії.
22 липня радянські війська залишають Свердловськ. Відбулася повна окупація України німецькими військами. Атака Ростовського укріпрайону настала вже ранком 22 липня, а до кінця дня танки корпусу фон Макензена увійшли до передмість Ростова.
23 липня в цілях недопущення форсування противником Дону південніше Ростова, командувач Південним фронтом наказав 18-й армії, а згодом й 12-й армії розвернутися й зайняти оборону по лівому берегу Дону від гирла Манича до Азова, проте час був вже втрачений. Німецькі сили випередили маневр цих армій, і 13-та танкова армія прорвалася на південь, через Ростов переправилася Доном й захопила плацдарми під Батайськом.
23 липня до Ростова підійшла 125-та піхотна дивізія, вже 24 липня до бою за Ростов-на-Дону підтяглися 298-ма та 73-тя піхотні дивізії XXXXIX гірського корпусу; 25 липня Ростов був полишений радянськими військами.
23 липня побачила світ директива ОКВ № 45, яка наказувала вилучити два рухомих з"єднання зі складу групи армій «А» з переданням в групу армій «Б» заля продовження наступу на Сталінград; одночасово зі складу армій групи «А» виводиться в резерв «Велика Німеччина». 11-й армії, котра по Директиві ОКВ № 43 мала висадитися на Тамані для пришвидшення наступу на Кавказ, наказувалося переміститися під Ленінград зі всією важкою артилерією.
24 липня закінчилися Воронезько-Ворошиловградська і Донбаська операції. Радянські війська відійшли на 150—400 км, залишили Донбас, сільськогосподарські райони правобережжя Дону, м. Ростов-на-Дону. Гітлерівці форсували р. Дон, захопили ряд плацдармів на лівому березі, створили пряму загрозу Сталінграду і Північному Кавказу, але знищити головні сили Південно-Західного і Західного фронтів їм не вдалося. Втрати радянських військ у Воронезько-Ворошиловградській операції склали: безповоротні — понад 37 тис. осіб, санітарні понад 19 тис. осіб. В операціях брали участь 1311 тис. бійців.

### Наслідки
Військам Червоної армії не пощастило утримати й рубіж річки Дон до сходу від гирла р. Манич; рішучі бої тут розпочалися ще з 21 липня, з часу пересування в той район головних сил 4-ї німецької танкової армії. Війська радянської 51-ї армії генерал-майора Труфанова при обороні на широкому фронті, не мали змоги перешкодити супротивнику переправитися через водну перепону. Частини XXXXVIII та ХХХХ танкових корпусів на вечір 24 липня змогли захопити невеличкі плацдарми південніше Роздорської та Цимлянської і відносно великий на південь від Ніколаєвської. Звідси 3-тя танкова дивізія Брейта просунулася на південному напрямку до р. Сал та навіть спромоглася переправитися на її південний бік.
До 25 липня 12-та та 18-та армії розвернули фронт оборони на р. Дон — на нижній річки течії були розгорнуті у фронт чотири радянські армії — від Верхньо-Курмоярської до німецького плацдарму на південь від Ніколаєвської 51-ша армія в складі Південного фронту, слідуючи далі на захід до гирла р. Манич 37-ма армія, разом з окремими з'єднаннями та частинами 51-ї армії, котрі були відрізаними від тіла армії після висунення на противника в район р. Сал. Частиною фронтової оборони від гирла Манича до Ольгінської опікувалася 12-та армія: 4-та, 261-ша та 353-тя стрілецькі дивізії, проте боєздатність цих армій у зв'язку з їх малочисельністю та поганеньким озброєнням була досить сумнівною. Частини 56-ї та рештки 24-ї армій продовжували «планомірно» відступати з північного берегу Дону на південь, по тому направлялися до тилу для доукомплектування. Загальна чисельність Південного фронту у даному часі була меншою за 100,000 вояків.
Після отримання Директиви № 45 Лістом та Вейхсом було розпочато перегрупування німецьких військ з кавказького відтинку на сталінградський; у часі з 23 по 25 липня зі складу групи армій «А» в групу армій «Б» передавалися XXIV та XXXXVIII танкові корпуси та дві танкові дивізії — 23-тя й 24-та. За ними рушили незабаром й 14-та та 16-та танкові і 29-та моторизована дивізії, в групу армій «Б» також направлялася похідним порядком 8-ма італійська армія; по цьому в резерв відводився ХІ танковий корпус 17-ї армії і теж похідним порядком направлявся в сталінградському напрямку.
На 1 липня 1942 в складі 9-ї армії рахувалися 51, 81, 106, 140, 255, 296, 318-та та 33-тя стрілецькі дивізії, в складі 38-ї армії — 162, 199, 242, 277, 278-ма та 304-та стрілецькі дивізії. Станом на 1 серпня 1942 року в 9-й армії є: 51, 81, 106, 140, 242 та 318-та дивізії. В складі переформованої в 1-шу танкову армію 38-ї армії знаходяться 131-ша та придана 399-та стрілецькі армії. 162-га, 199-та, 277-ма, 278-ма та 304-та стрілецькі дивізії «зникли» в «котлі» під Міллерово.